# ウラノケントロドン
ウラノケントロドン（Uranocentrodon、ウラノセントロドン）は、古生代ペルム紀最末期、もしくは中生代三畳紀最初期の、ゴンドワナ大陸（現在のアフリカ南部や南アメリカを含む）に生息していた原始的両生類。分椎目 リネスクス科に分類される。
化石は南アフリカ共和国、および、南アメリカから発見されている。
知られている最大個体で全長3.75mに達するという、大型の両生類である。 

## 呼称
属名 Uranocentrodon を Uranocentradon と記す文献があり、一部ではあるがこの名も一般に用いられている。しかし、ラテン語の用法などから考えて後者は誤記と思われる。
また、日本では ce のみを [se] と英語読みした「ウラノセントロドン」が用いられることもあるので、異名として挙げておく。他に「ウラノセントラドン」との表現もあるが、先の文献に起源すると思われ、その正誤については言うまでもないであろう。

## 特徴
リネスクス科中の最大種であり、頭骨長約50cm、全長は最大3.75mに及ぶ。
頭部の形態はきわめて扁平で、歯は非常に大きい。
肢帯は頑丈で、より原始的なエリオプス上科のそれに酷似するものの、四肢は脆弱（ぜいじゃく）であり、肢関節は真の陸生には適さない。このことから本種は、必要に応じて陸上を移動することも可能な、しかし、生活の中のほとんどの時間を水中で過ごす動物であったことが窺い知れる。
1977年に再分類されるまでは、ラッコケファルスやブローミステガとともに、独立したウラノケントロドン科として分類されていた。この古い（あるいは、伝統的な）分類区分は、一部ではまだ活きている。